# パーティー

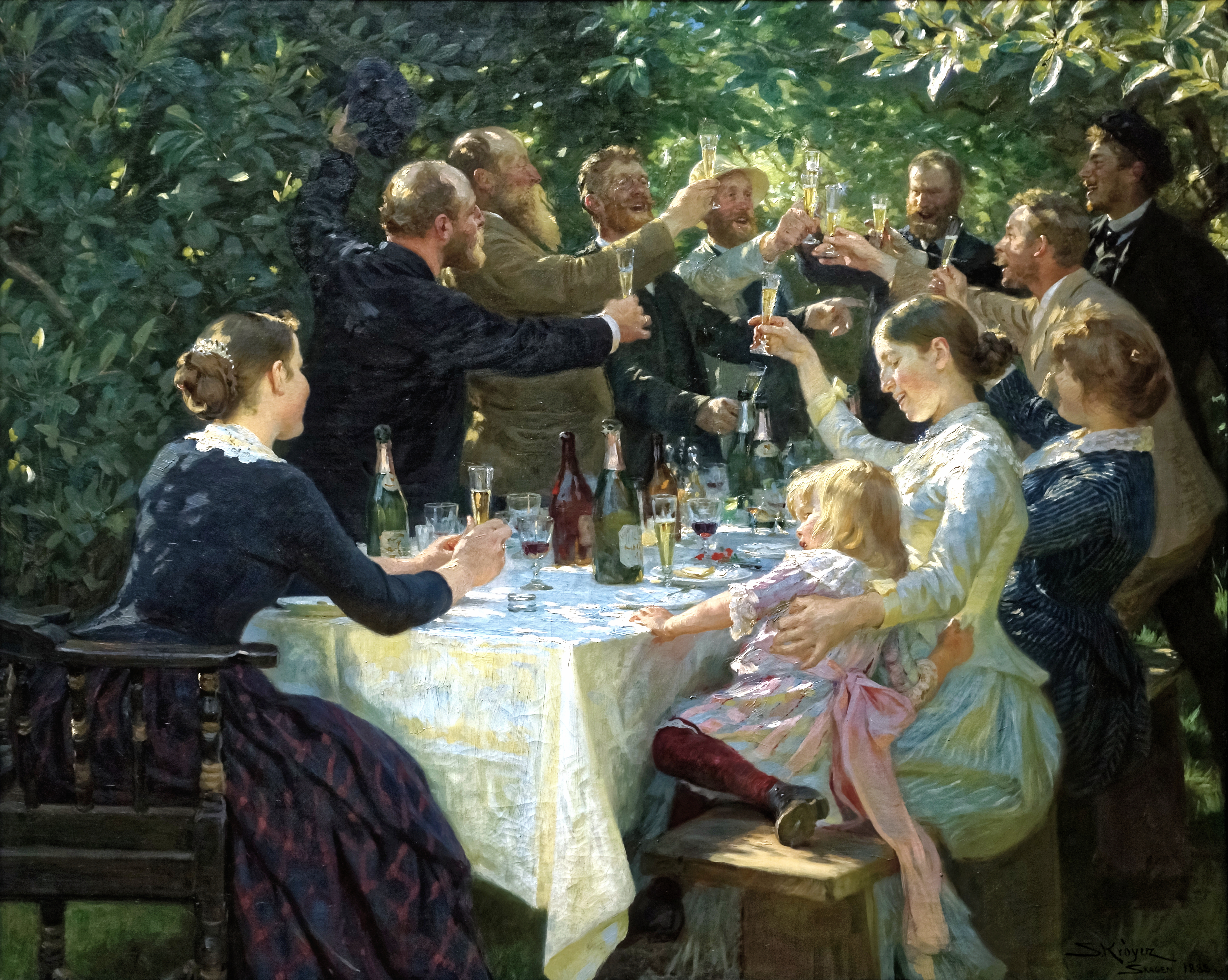
ペーダー・セヴェリン・クロイヤー画『ヒップ・ヒップ・フーレイ』1888年。19世紀デンマークにおける芸術家達のパーティーを描いたもの

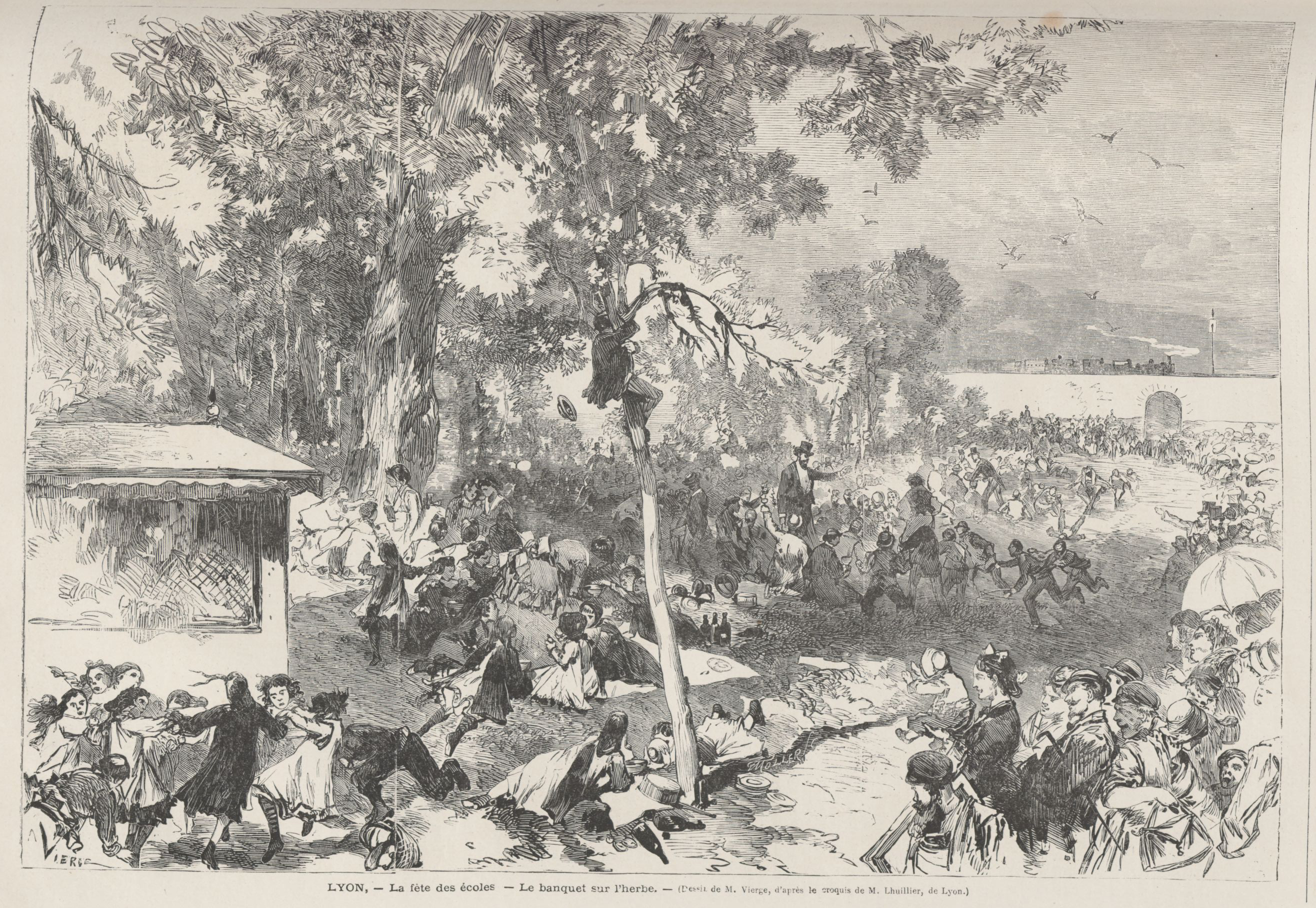
シャルル・ルイリエ画『リヨンのフェット・デコール』1871年。フランスの小学校の学期末に催される野外パーティーで、教師と生徒父兄が憩う。

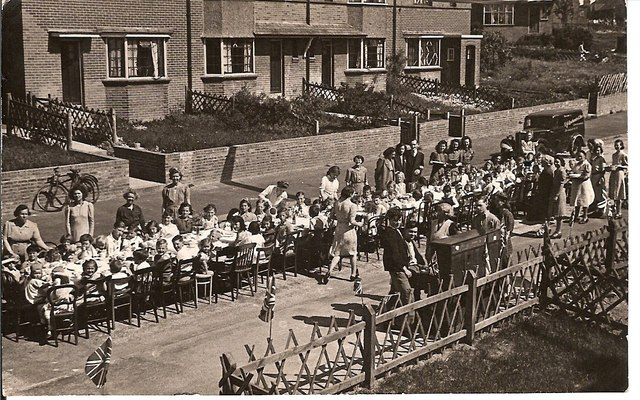
第二次世界大戦の勝利を祝した、英国マーゲイトでの路上パーティー。1945年9月

パーティー（英: Party）は、祭りや記念日や特別なイベントを祝う一環として、社交、歓談、遊興を楽しむ趣向で主催者より招待された人達の集い。典型的なパーティーでは食べ物や飲料が振る舞われ、音楽やダンスほかの催し物が行われることも多い。多くの西洋諸国では、ティーン世代および成人を対象としたパーティーがアルコール飲料の摂取と関連している。
このほか、共通目的を持つ人々の集団を単に指す場合もある（欧米では政治に関連して使われることが多く、日本ではロールプレイングゲーム等で一緒に戦う仲間達などに関連して使われることが多い）。

## 概要
一部のパーティは、誕生日、大会で優勝、ハロウィンなど、特定の人物や日付や出来事を祝って開催される。この種のパーティーはしばしば「祝賀会」とも呼ばれる。パーティーは私的なものだけとは限らない。飲食店などで公開型のパーティーが開催される場合もあり、参加者達には主催者より会費が請求されるものもある（いわゆる飲み会の類）。公道で行う大規模なパーティーには、マルディグラや長期の戦争を終結させる平和条約の調印などの、出来事を祝うものもある。

## 種類

### 宴会
人が集まって酒食を共にし、歌や踊りを楽しむ集まり。英訳すると"Banquet"だが、これは沢山の人で「賓客をもてなす盛大な宴」というニュアンスである。

### バースデーパーティー

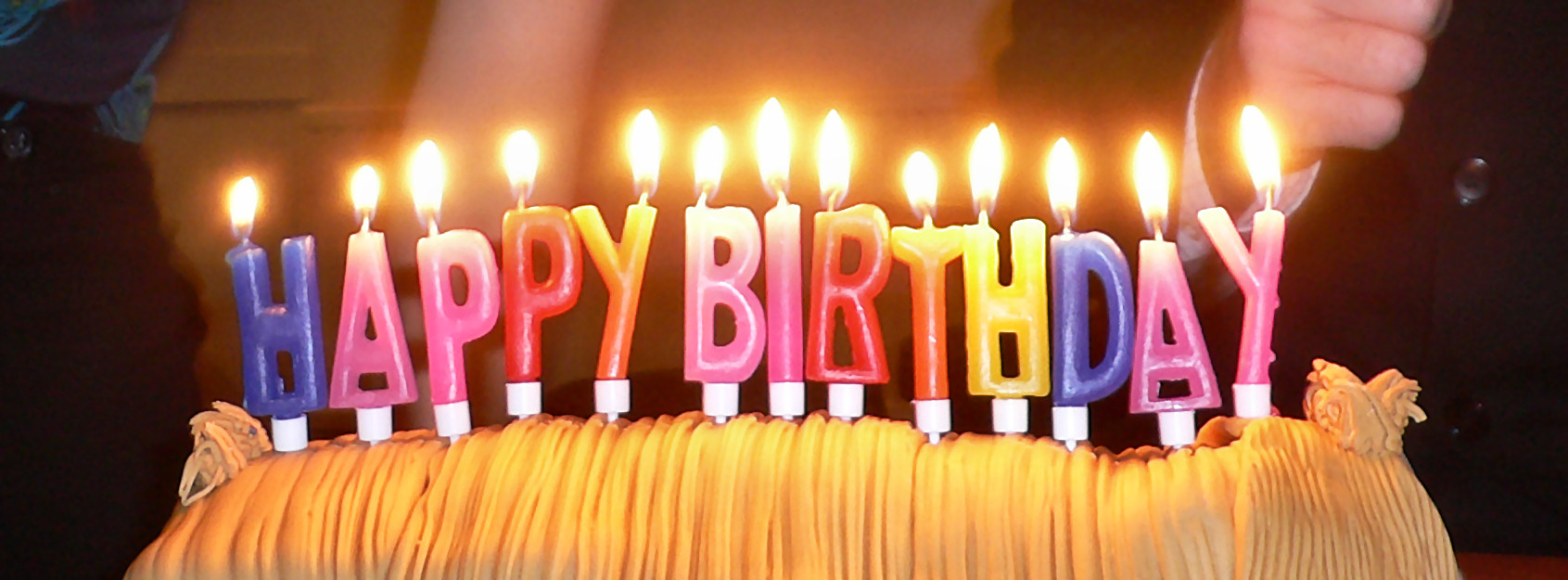
"HAPPY BIRTHDAY（誕生日おめでとう）"の蝋燭を灯したバースデーケーキ

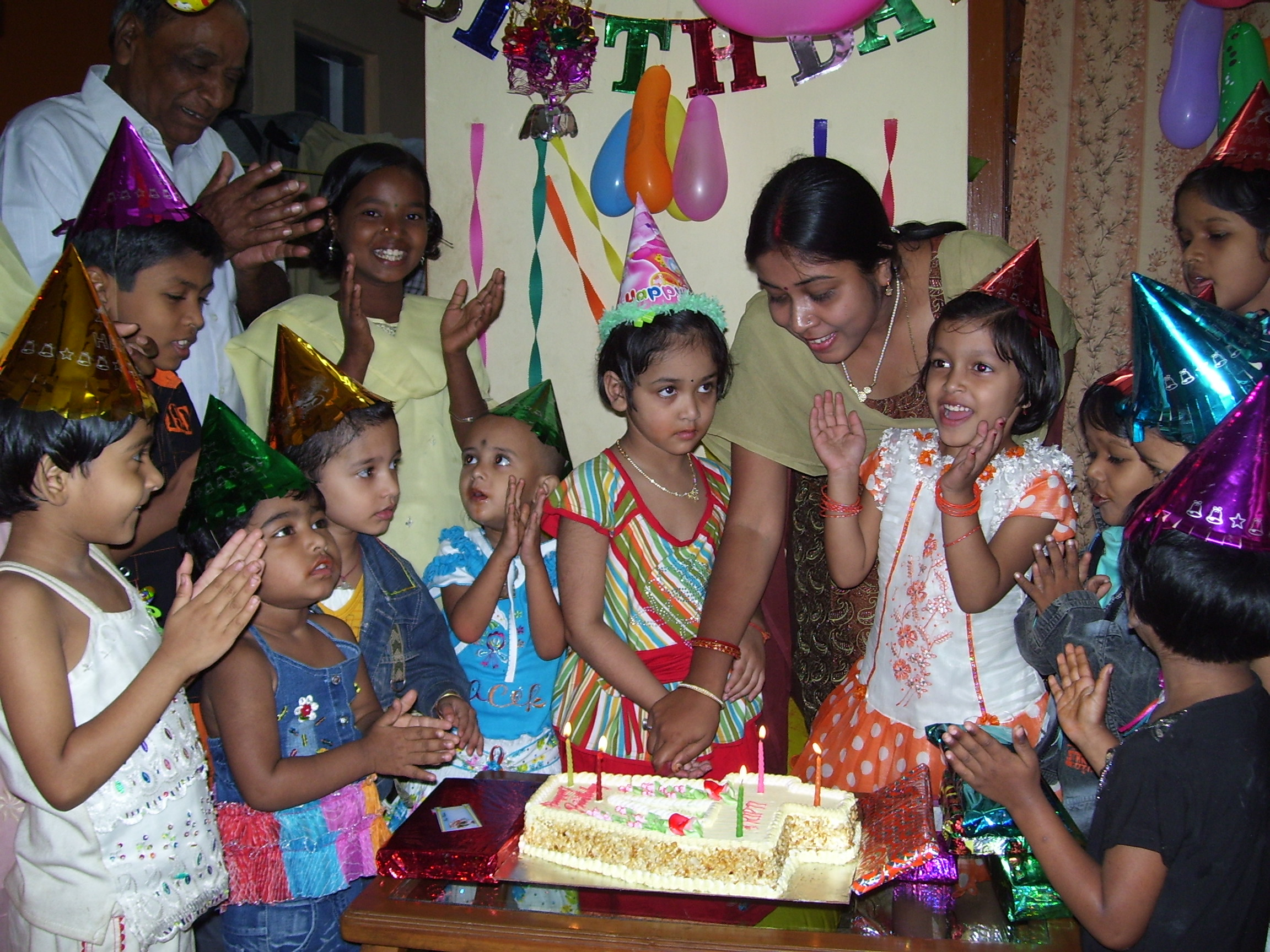
バースデーパーティーでの子供達

バースデーパーティー（誕生日会、生誕祭）は、祝われる人物が生まれた記念の祝賀である。この伝統は西洋で19世紀半ばに始まったが20世紀半ばまで普及しなかった。現在では誕生日会が多くの文化で行われている。
西洋文化では、バースデーパーティーに多くの一般的な儀式が含まれる。来客（ゲスト）側には、誕生日を迎える人へのプレゼントを持ってくるよう要請される場合もある。パーティー会場が、風船やリボン等で華やかに装飾されることも多い。バースデーケーキが一般に火を灯した蝋燭と共に提供され、誕生日を祝う言葉が掛けられた後に火が吹き消される。誕生日を迎えた人には、最初にケーキを切り分けた部分が与えられる。バースデーケーキがテーブルに持ち込まれる際には、誕生日を祝う「ハッピーバースデートゥーユー」などの歌がゲスト側によって歌われる。
子供向けのバースデーパーティーでは、お祝いとして渡されたプレゼントをひとつひとつ開ける時間が取られることも多い。また子供向けの誕生日会では、主催側が来てくれた子達に「グッディバッグ(goodie bag)」という形でお返しのギフトをするのも一般的である。子供や大人でもカラフルなコーン型のパーティーハットをかぶることがある。
バースデーパーティーは、文化の中で節目の年と見なされる年齢に達した人を祝う場合に、より盛大かつ豪華になる事が多い。欧米では幼少期から成人期への移行を祝うのが伝統で、北米の16歳誕生日 (Sweet sixteen (birthday)) やラテンアメリカの15歳誕生日（キンセアニェーラ）などがある。ユダヤ教徒も、成人期への移行を祝うバル・ミツワーを行う。
日本では、60歳の還暦、77歳の喜寿、88歳の米寿など、高齢の誕生日で賀の祝いを盛大に行なうことがある。

### サプライズパーティー
サプライズパーティーは、祝われる当人には事前告知することなく突然お祝いをするパーティーである。
誕生日のサプライズパーティーが最も一般的な形である。大半のこうしたパーティーでは、ホスト側のほうが当人の来る1時間ほど前に到着している。多くの場合、サプライズを仕掛ける友人は何も伝えず（他の理由をつけて）当人をパーティー会場へと連れていく。
ホスト側は視界から身を潜めておき、当人が部屋に入ると隠れ場所から飛び出て全員で突然「おめでとう！」と叫んだりする。一部の誕生日サプライズパーティーでは、それは祝う当人に衝撃を与えるために良いやり方だと見なされている。リボン、スプレー玩具 (Silly String) 、風船などがこの目的で使用される場合もある。装飾や風船といったパーティーの証拠は、家の外観から見えないようにしているので、当人は何も疑わない。

### ディナーパーティー

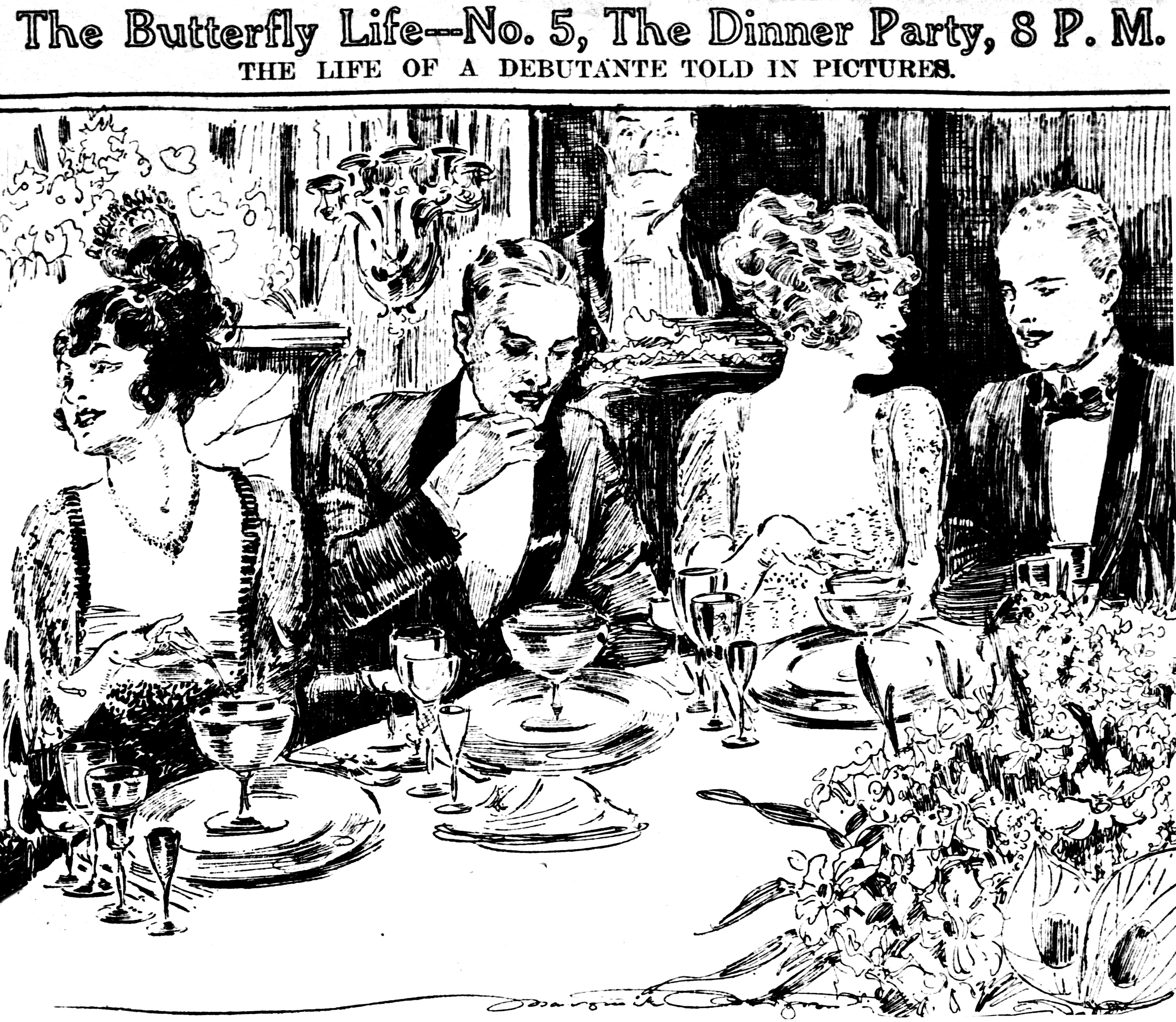
1920年代に描かれたフォーマルな晩餐会。マルグリット・マーティン画

ディナーパーティー（晩餐会）は、人々が夕食を供する社交的な集まりで、通常は主催者の自宅にて行われる。最も格調高い晩餐会では、テーブルセッティングされたダイニングテーブルに正餐が提供される。晩餐会に先立って居間やバーでのカクテルアワー（夕食前に軽く食前酒を嗜む時間）があることも多く、来賓側はカクテルを嗜みながら歓談する。通常食事中にはワインが提供され、各料理に合わせて異なるワインが供されることも多い。
さほどフォーマルでない晩餐会では、ビュッフェが振る舞われる。来客側はビュッフェから食べ物を選び、会話しながら立食する。ビュッフェ形式なら女性客はカクテルドレスを着用しても問題ないとされ、男性はブレザーを着用しても構わない。
よりくだけた夕食会では、主催者がゲスト側に飲食物を持参するよう依頼する場合もある。この種のパーティーはポットラック (potluck) と呼ばれる。米国では、この持ち寄り食事会が教会やコミュニティセンターでごく頻繁に開催される。

### ガーデンパーティー
ガーデンパーティーとは、公園や庭園で開かれるパーティーである。ガーデンパーティーは通常、野外で行われる他の集まり（単なるパーティー、ピクニック、バーベキュー等）よりも格調高いパーティーである。
ガーデンパーティーが、栄誉のイベントになっている場合もある。例えば、英国君主によるバッキンガム宮殿の庭やホリールードハウス宮殿の庭で開かれるガーデンパーティー招待が栄誉あるものと見なされている。日本だと、天皇・皇后が主催する赤坂御苑の園遊会がこれに相当する。フランスの大統領は、パリ祭（7月14日）当日にパリのエリゼ宮殿でガーデンパーティーを開催する。

### カクテルパーティー
カクテルパーティーはカクテルが供されるパーティーのことで、カクテルレセプションと呼ばれることもある。このパーティーに参加する女性はカクテルドレスを着用して構わない。ファッション上の主張としてカクテルハットが時おり着用されたりもする。

### ティーパーティー

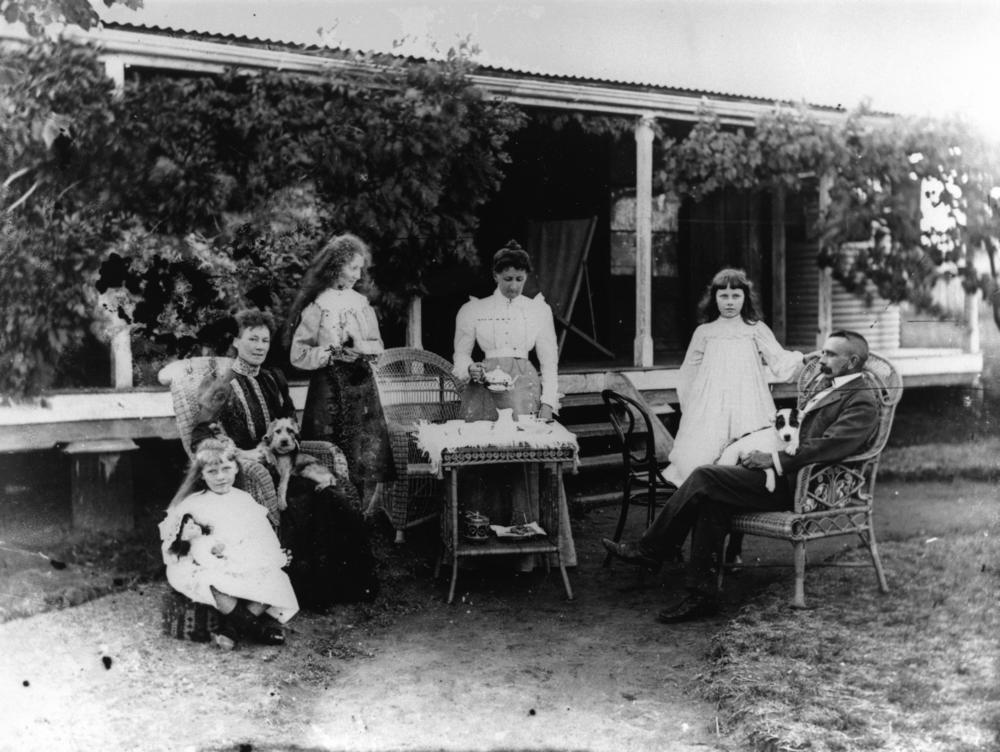
屋外でのティーパーティー（1900-1910年頃、オーストラリア）

英米文化におけるティーパーティーとは、アフタヌーンティーのための格調高いパーティーである。伝統的にこの会には女性だけが参加していたが、男性が招待される場合もある。西洋のティーパーティーはしばしばボーンチャイナや銀器などの壮麗な食器類を使うのが特徴である。そのテーブルは、大きさや価格が何であれ、布ナプキンと調和するカップと皿で、最も美しく見えるようテーブルセッティングが行われる。
お茶に加えて、大規模な会ではパンチを提供したり、寒い時期にはホットチョコレートが提供されたりもする。お茶と一緒に様々な軽食もついており、キュウリやトマトなどの薄いサンドイッチ、バナナ、ケーキ、パン、クッキーなどが一般的である。
日本の伝統的な茶道で行われる、亭主がお茶を点てて客人に振る舞う集まり（茶会）もティーパーティーにあたる。お茶請けとして、羊羹、饅頭、最中などのお菓子が添えられたり、大きな茶会では「点心」と呼ばれる軽食が出されたりもする。

### レセプション

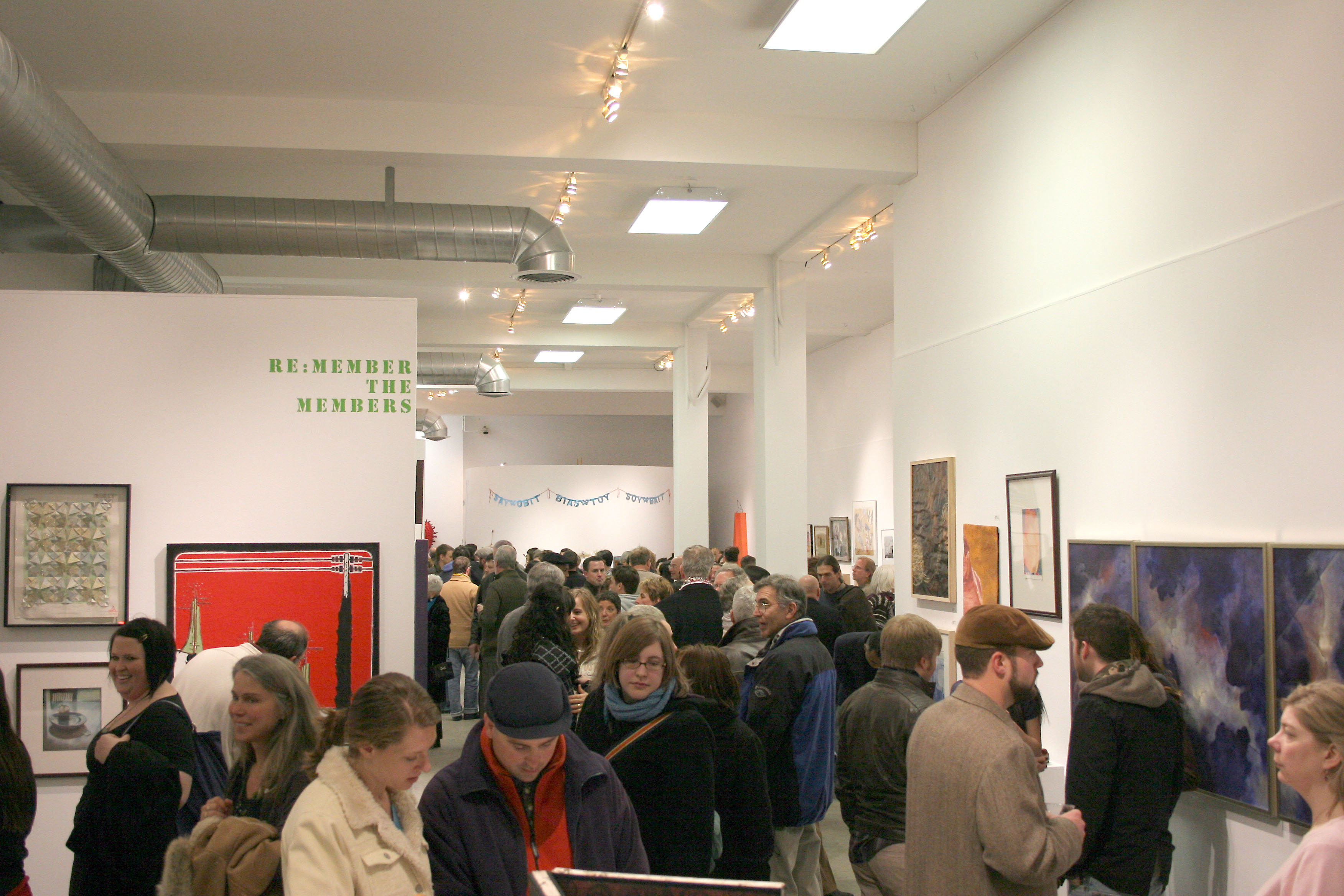
美術展覧会幕開けでのレセプション

公的なレセプションとは、バッキンガム宮殿、ホワイトハウス、迎賓館赤坂離宮など、多くの場合厳かな会場で多数の来賓を受け入れることを意図したパーティーである。主催者と主賓は入口付近にて席次順に出迎えの列をつくる。来賓は到着時にそれぞれ主催者に伝えられて、順番に挨拶する。各来賓は格式に沿って自分の名前（必要なら）、儀礼的な挨拶や祝賀だけを出迎えの列にいる各々に伝える。このようにして、来賓の列は不必要な遅れもなく着実に進んでいく。このやり方で各来賓を正式に受け入れた後なら、主催者は来賓と交流しても構わない。
学術界の集まりではさほど堅苦しくないレセプションが一般的で、時には客員講師を称えたり、長年貢献してくれた職員の退職といった特別な催しを祝う。また、シンポジウムや学会の場でも、参加者が非公式に語り合い交流する会合としてレセプションが一般的である。これらの会合には、着座式の夕食会やくだけたビュッフェ形式の立食（こちらの方が一般的）が伴う場合がある。
レセプションは、画廊や美術館での展覧会の幕開けを祝うのに開催されたりもする。作者や展覧会を企画した学芸員が出席することが多い。幕開け以外にも、展覧会期中や終了時に祝賀レセプションが行われる場合もある。このようにすると、主賓に出会う前に来客が自分のペースで展覧会を深く鑑賞する時間を増やすことができる。学術集会のように食べ物が提供されることも多い。
レセプションでの軽食は、コーヒーやレモネードといった最小限でも、晩餐会と同等に凝ったものでも構わない。

### ソワレ
18世紀のフランスとイギリスでは、夜に上流階級の客人を自宅に招待して軽食や文化的な会話を楽しむソワレ（夜会）が都市に住居を持つ裕福な既婚女性の間で流行した。夜会には洗練された音楽娯楽が含まれることも多く、この用語は依然として特定の洗練された夜のパーティーという定義で使われることもある。 
社交界の女性主人には、女優のほか実体以上の評判を備えた女性もいた。女性主人の人柄が明らかに夜会の性格と客人の選択を決定した。夜会の有名な女性主人としてはヘスター・スレイルなどがいる。

### ダンスパーティーと舞踏会

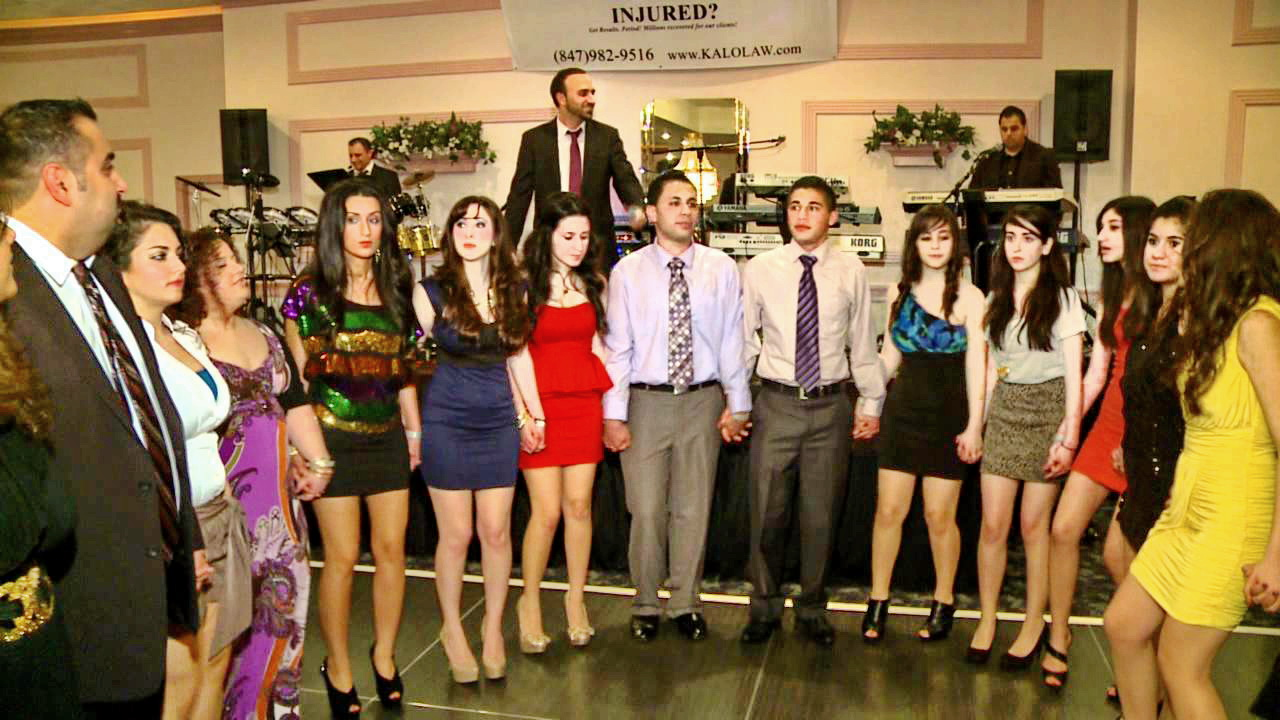
パーティでのフォークダンス。（イリノイ州シカゴ）

ダンスパーティーは、来客が踊る社交的な集会である。カジュアルで堅苦しくないものもあれば伝統行事もあり、卒業前に行なうもの（欧米のプロム）や慈善舞踏会が知られている。一般にダンスパーティーは日没以降に行われる。午後（日没前）のダンスパーティーは、英語圏だと正式にはティーダンス (Tea dance) という。なかにはスクエアダンスなど特定種類の踊りを特徴とするものもある。
舞踏会は、社交ダンスを特徴とする大規模で格調高いパーティーである。女性客は正装のイブニングドレスを身につけ、男性は燕尾服を着用する。

### ブロックパーティー
ブロックパーティーは、特定の街区や近隣の住民が参加する公開パーティーである。これは通常、街区の道路を通行止めにしてパーティーを実施するため、路上パーティー（ストリートパーティー）とも呼ばれる。一部のブロックパーティーでは、参加者達が家から家へと自由に渡り歩いて社交的な付き合いを行い、アルコール飲料を飲むことも多い。

### 仮装や変装のパーティー
仮面舞踏会では、客人は自分の身元を隠すために仮面を着用する。仮装パーティーの客人は仮装用の衣装（コスチューム）を着用する。これらのパーティーは、ハロウィンやマルディグラといった祭日に関連付けられていることがある。

### クリスマスパーティー
英米文化のクリスマス時期には、クリスマスパーティー(Christmas caroling party)を行うのが伝統的である。人々は近所の各家を巡って、クリスマス・キャロルを歌う。よく知られているキャロルとしては「おめでとうクリスマス」「ひいらぎかざろう」「クリスマスの12日間」「ジングルベル」「サンタが街にやってくる」「さやかに星はきらめき」などがある。
スペインでは、この種のパーティーがエル・アギナルド(El Aguinaldo)と呼ばれる。英米とほぼ同じだが、唯一の違いはキャロルを歌う子供たちにチップが与えられる点である。スペインではクリスマスソングがvillancicosと呼ばれ、主に小規模なパーティーで子供たちによって歌われる。

### 若者向けのパーティー

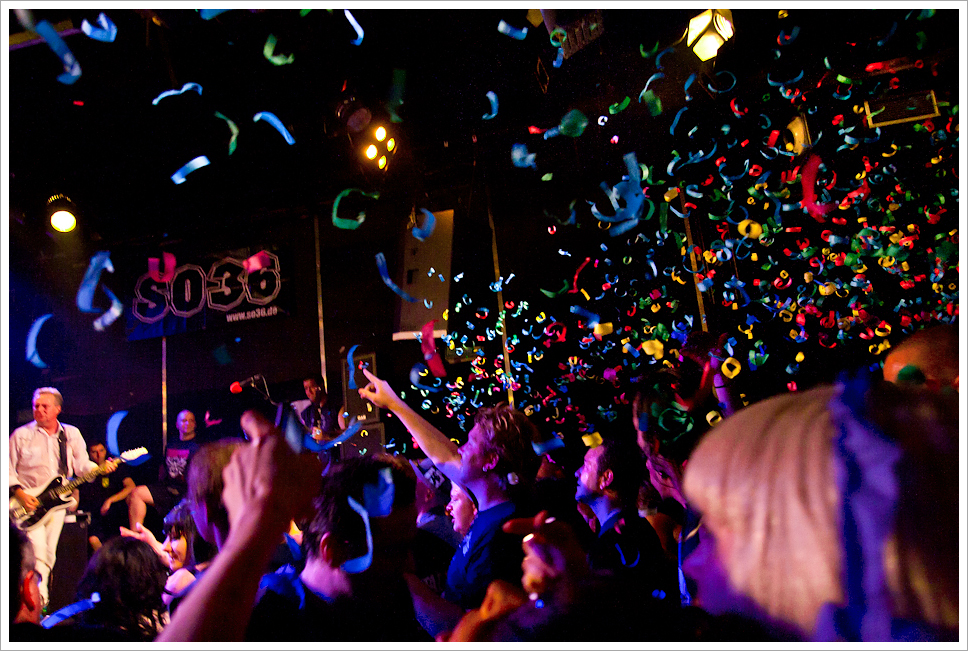
ライブバンドが主催するダンスパーティー（ドイツ、ベルリン）

ティーン世代から二十代向けのダンスパーティーでは、バーやナイトクラブ等の施設に人が集まり、客はハウス、テクノ、ディスコ等の音楽に合わせて踊る。ダンスパーティーの音楽は通常ディスクジョッキーにより選択され再生される。
この派生パーティーとして、大音量のハウス、テクノ、インダストリアル・ミュージックで踊るレイブがある。レイブのパーティーは、少ないと地下室で20人程度、クラブでは数百人程度、大型倉庫や野外で数千人程度、スポーツ競技場や遊園地など膨大なスペースでは数万人程度まで参加することがある。（特に欧米では）レイブがMDMAや幻覚剤といった違法薬物と関わっていたりもする。
ホームパーティーは、大勢の人々が個人宅に集まって交流するパーティーである。ケグから注ぐビール飲料が供される場合は、英語圏でケグパーティーや「ケガー」と呼ばれる。これらのパーティーは北米、英国、オーストラリアで人気があり、合法的な飲酒年齢に達していない人々が出席することも珍しくない。時には、未成年者にアルコール飲料を提供した理由で年配のパーティー参加者が処罰されたりもする。また、騒音条例違反、風紀紊乱行為、アルコール飲料を違法販売する闇店舗営業(ブラインドピッグ)などの理由で逮捕される場合もある。
大学キャンパスでは、学生友愛クラブによってパーティーが主催されることも多い。
屋外パーティーには、ブッシュパーティーやビーチパーティーが含まれる。ブッシュパーティーは人里離れた森（ブッシュ）で行われ、友人が集まって飲んだり話をする。これらのパーティーはしばしば焚火を囲んで行われる。ビーチパーティーは湖岸や河岸や海岸の砂浜で開催され、こちらも焚火がよく行われる。
学校に関連する彼らのパーティーとしてはプロムや卒業祝賀会などがあり、これは学校や大学を卒業したばかりの人を祝して開催される。

### プールパーティー
プールパーティーは、客がスイミングプールで泳ぐパーティー。日本では馴染みが薄いが、欧米圏で比較的見られる。

### 婚活パーティーや合コン
婚活パーティーや合コンは、結婚していなくて友人や恋人または性愛のパートナーを見つけたい人を対象に運営されているパーティー。
一般的には参加者同士の出会いを容易にするゲームを行う。例えば、参加者達にメッセージカードを渡しておき、自分と同じメッセージを持っていそうな相手を見つけるゲームなどがある。マッチングカードの揃った両人にはささやかな賞品が渡される場合もある。
これらのパーティーは、非営利団体と営利団体双方の様々な組織によって主催されている。

### 献金パーティー
政治資金パーティーは、学校、慈善団体、企業、政治団体など、ある人物や機関にとっての資金集めを目的として開催されるパーティーである。通常これらのパーティーは格式の高いもので、夕食とそれに続くスピーチや、何であれ献金の対象を称えるプレゼンテーションで構成されている。
この種のパーティーで入場料を請求するのはごく一般的である。特に政治活動で資金集めがされている場合、この料金が数十万円になるほど高額な場合もある。

### 卒業パーティー

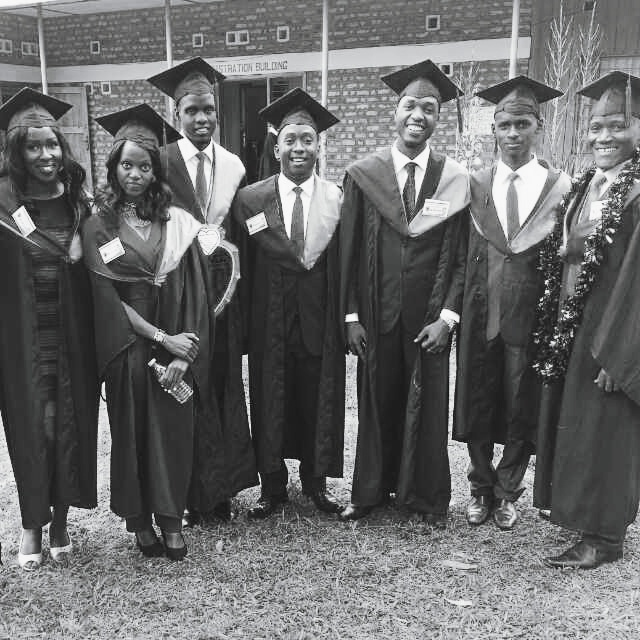
卒業パーティーでの大学院生達

一部地域では、各種学校や大学の卒業を祝うパーティーが人気となっている。卒業パーティーはキャンパス内外で開催される場合があり、場所が遠い場合は交通手段が提供されることもある。

### 結婚関連のパーティー
- ブライダルシャワー

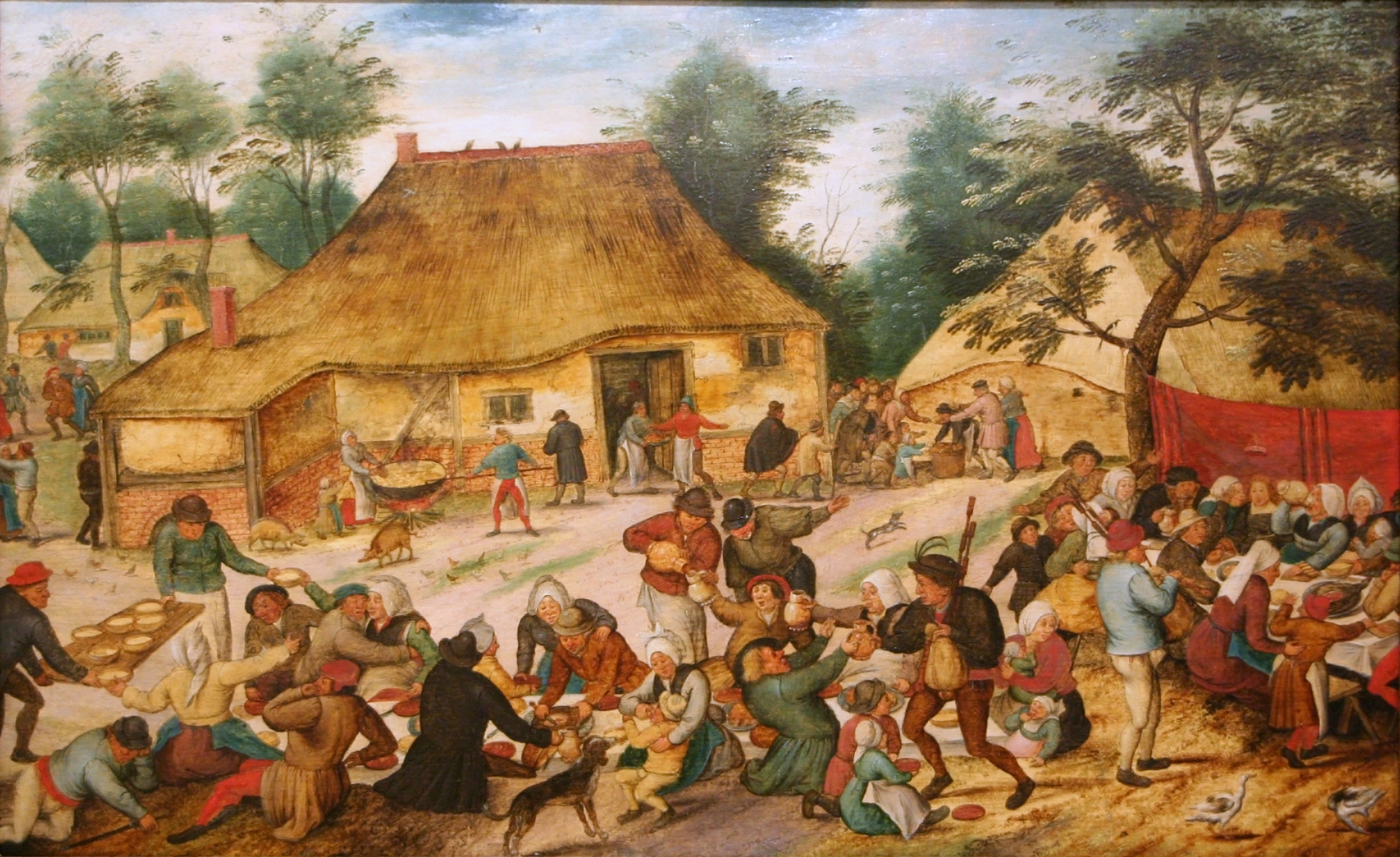
ピーテル・ブリューゲル画『農園での結婚披露宴(Wedding Feast in front of a Farm)』1620年頃

- バチェラー・パーティー （英:スタッグ・ナイト、豪:バックス・ナイト）
- バチェロレッテ・パーティー （別名ヘン・ナイト)
- 結婚披露宴
- 離婚パーティー (Divorce party)

### シャワー
シャワーとは、主賓にプレゼントを渡すことを主な目的とするパーティー。伝統的に、ブライダルシャワーとは婚約した女性が彼女の今後の結婚生活に向けたプレゼントを沢山もらう方法である。この種のパーティーでは、結婚に関するゲームがしばしば見られる。妊婦を対象としたベビーシャワーの新たな潮流として、現代の超音波技術によって可能になった胎児の男女を告知する性別披露パーティーがある。

### 新築祝い
家族、男女、ある人物が新居に引っ越す際、新築祝いのパーティーが開催される場合がある。そこの主人が新居を友達に見せる機会である。新築祝いのパーティーは形式ばらないのが通常で、新居やアパートに出かける以外に計画された活動はない。招待された家族や友人が、お祝いとしてプレゼントを渡す場合がある。
企業社屋や法人の建物に関しても「落成式」「竣工式」と呼ばれる式典が行われたりする。こちらは施主である法人経営幹部および工事を請け負った建設業者が出席するのが通例となっている。

### 歓迎会
クラブの新入会者、新入社員、新しい家族の赤ちゃんなど、新たに来た人達を迎える目的で歓迎会が行われる。日本では、学生や若者達が「新歓コンパ」という俗称でこのパーティーを開くことが多い。

### 送別会
多くの文化では、去り行く人や長期にわたって他行する人に敬意を表して送別会（後者は「壮行会」と呼んだりもする）で見送る習慣がある。定年退職者を対象とした「慰労会」などもこのカテゴリに分類される。日本では遠藤周作による1974年の小説『口笛をふく時』の題材にもなっている。

### 打ち上げ
打ち上げ(英:cast party)は、演劇やミュージカルやオペラといった興行の千秋楽を終えた後に行なう宴会。この種のパーティーは映画撮影の終了後に行なわれたり(英:Wrap party)、連続テレビ番組のシーズン最終回終了後に行われる場合もある。打ち上げは、プロアマどちらでも大半の興行で伝統的に行なわれている。
招待客は通常、出演者と裏方の制作陣、そして興行には出演しないものの制作資金を提供したスポンサー数名などに制限される。

### プレパーティー
プレパーティーとは、学校行事、結婚式、誕生会など各種行事の直前に開催されるパーティーである。通常これらのパーティーは短時間であり、時には行事の準備を伴う（例えば客人が化粧や衣装を着ている場合もある）。客人は通常同時にそこを去り、一緒に行事会場に到着する。参加者達は多くの場合（特にイベント中にアルコール摂取できない場合）プレパーティーで飲酒して酔っぱらう。

### アフターパーティー
アフターパーティーとは、興行終了後やメインのイベントの終了後の夜に開催されるパーティーである。客人は通常、主催者の友人に限られる。

## パーティがある特別な日
- 国際的なもの
  - 元日（1月1日）
  - 大晦日(12月31日）
  - クリスマス（12月25日）
  - ハロウィン（10月31日）
  - メーデー（5月1日）
  - 国際フレンドシップ・デー（7月30日）
  - マルディグラ
  - ディーワーリー
- オーストラリア
  - オーストラリアの日
  - グランドファイナル・サタデー

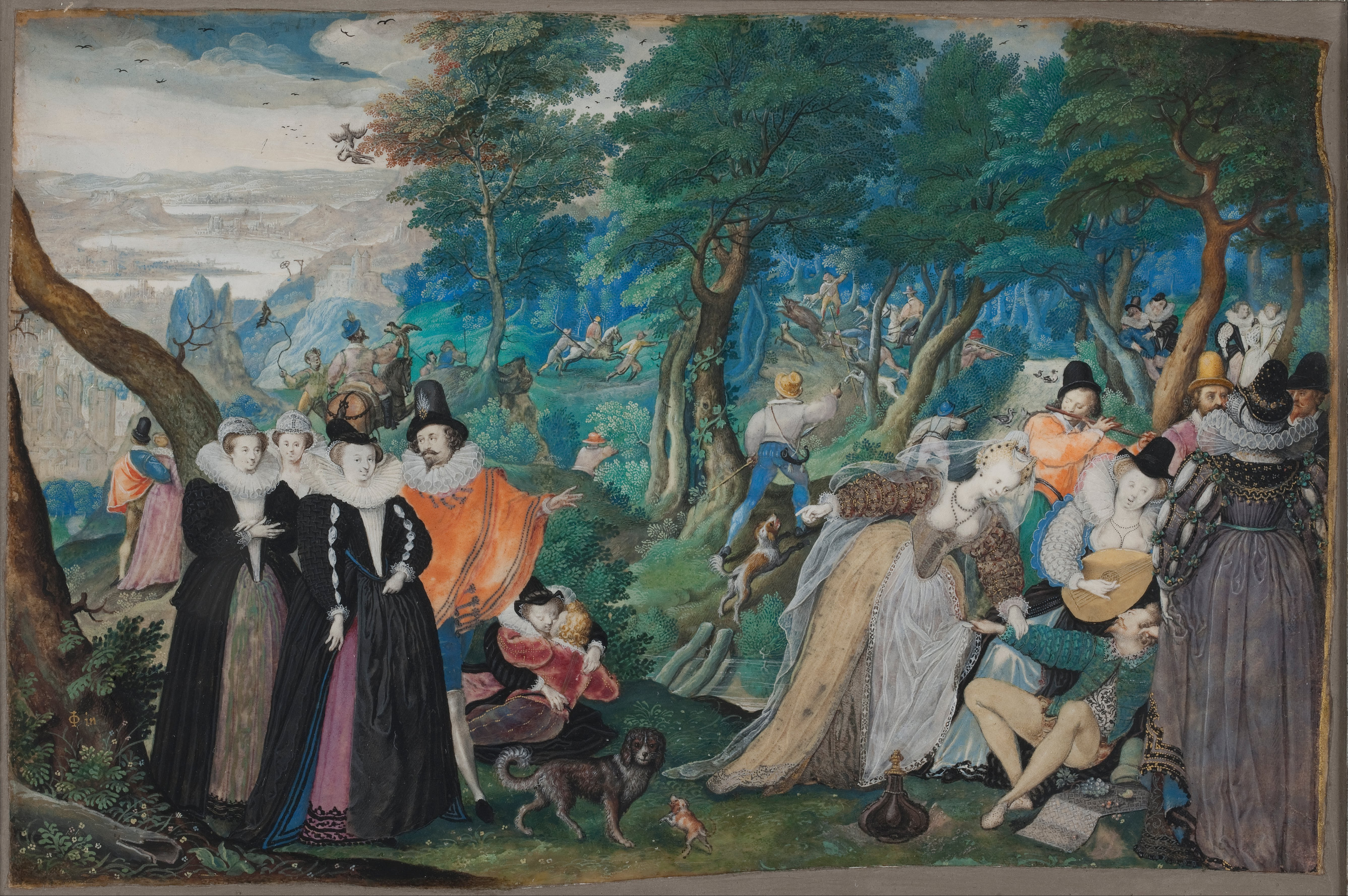
アイザック・オリバー画『野外での宴会(A Party in the Open Air)』1590年頃

  - メルボルンカップデー (メルボルン都市圏のみ)
- カナダ
  - カナダの日
  - 感謝祭
  - ビクトリアデー
- フランス
  - パリ祭
- ドイツ
  - ドイツ統一の日
  - 宗教改革記念日
  - バラの月曜日 (Rosenmontag)
- インド
  - ディーワーリー
  - ホーリー祭
  - ダシャラー祭
  - 独立記念日 (インド)
  - 共和国記念日 (インド)
  - チャアンド・ラアト (Chaand Raat) 、ほか各州で異なるヒンズー教のお祭り
- イランおよびペルシア語圏
  - ノウルーズ
- アイルランド
  - 聖パトリックの祝日
- イスラエル
  - 過越
  - ハヌカー
  - プーリーム
- メキシコ
  - シンコ・デ・マヨ
- ニュージーランド
  - ワイタンギ・デー (Waitangi Day)
- パキスタン
  - パキスタンの日 (Pakistan Day) 
  - 独立記念日 (Yom-e-Istiqlal) 
  - バサント (Basant (season))
- スコットランド
  - ホグマネイ（大晦日）
- スウェーデン
  - 夏至祭
- イギリス
  - ガイ・フォークス・ナイト
- アメリカ合衆国
  - 独立記念日 (アメリカ合衆国)、7月4日
  - スーパーボウル・サンデー
  - 感謝祭
- ウルグアイ
  - ノスタルジア・ナイト、同国の独立宣言前夜（8月24日）
- 日本

## 宗教行事と関連するもの
- キリスト教
  - クリスマス
  - イースター
  - マルディグラ
  - 聖パトリックの祝日
- イスラム教
  - イード・アル＝アドハー
  - イード・アル＝フィトル
- ユダヤ教
  - 過越
  - ハヌカー
  - プーリーム
- 仏教
  - 仏誕節
  - 万仏節

## その他のパーティー
ゲームパーティー
招待客がパーティーゲームやボードゲームをする懇親会。
LANパーティー
LAN接続にて複数同時参加型コンピューターゲームをする人達の集まり。
ホームパーティー商法
パーティを活用して商品を売る直接販売の形。日本ではマルチ商法と見なされる場合もある。
ポリティカル・ハウスパーティ (Political houseparty) 
特定の候補者、政党、投票を支援する目的で、または次の選挙に関する情報や意見を共有する目的で、個人の家で開催されるパーティ。
お泊まり会（パジャマパーティーとも）
招待客が主催者の自宅に泊まる形式のパーティ。これらのパーティーは通常ティーン世代や幼児が対象である。
トガ・パーティ
招待客が古代ローマの衣装トガを着用するパーティ。西洋諸国で比較的見られる。
花見
花（主に春のサクラ）を鑑賞する趣向のパーティ。
月見
満月（主に旧暦8月15日の中秋の名月）を鑑賞する趣向のパーティ。

## ギャラリー

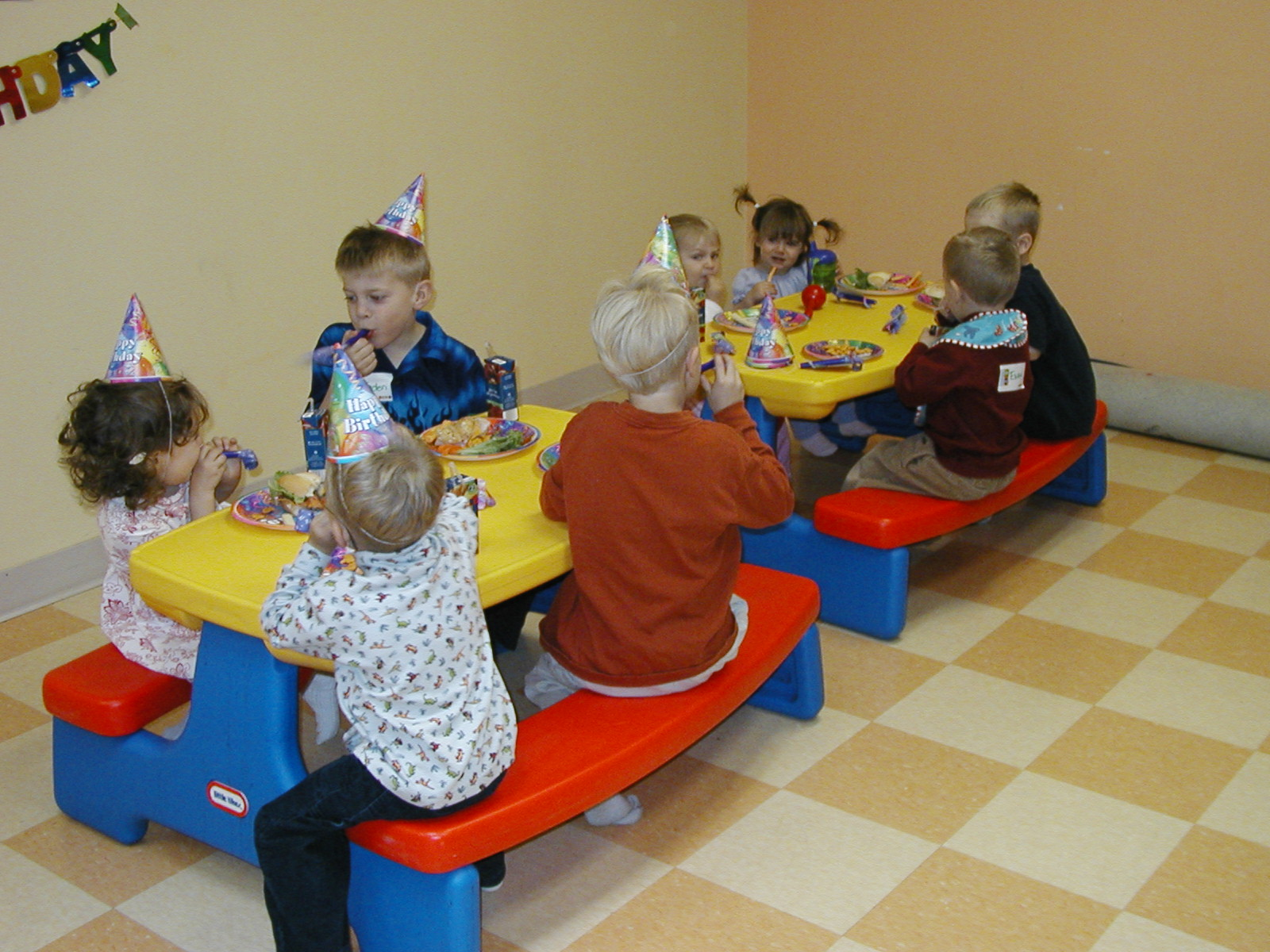
子供のバースデーパーティー
米国のホームパーティー
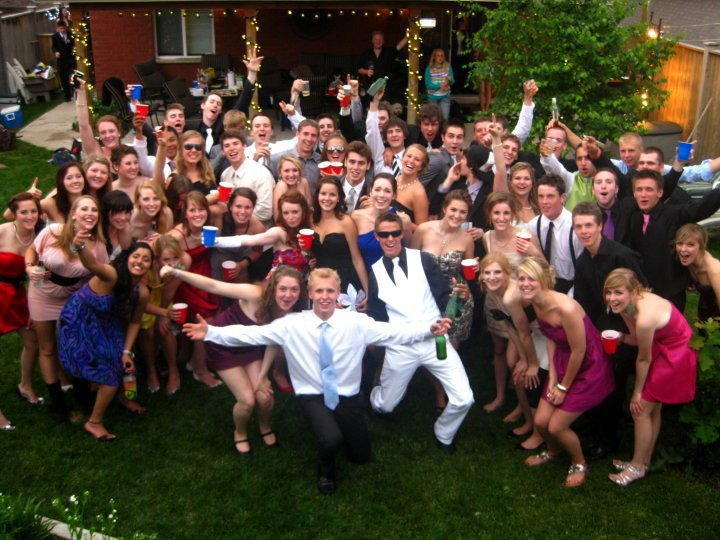
屋外パーティでの集合写真（カナダ）
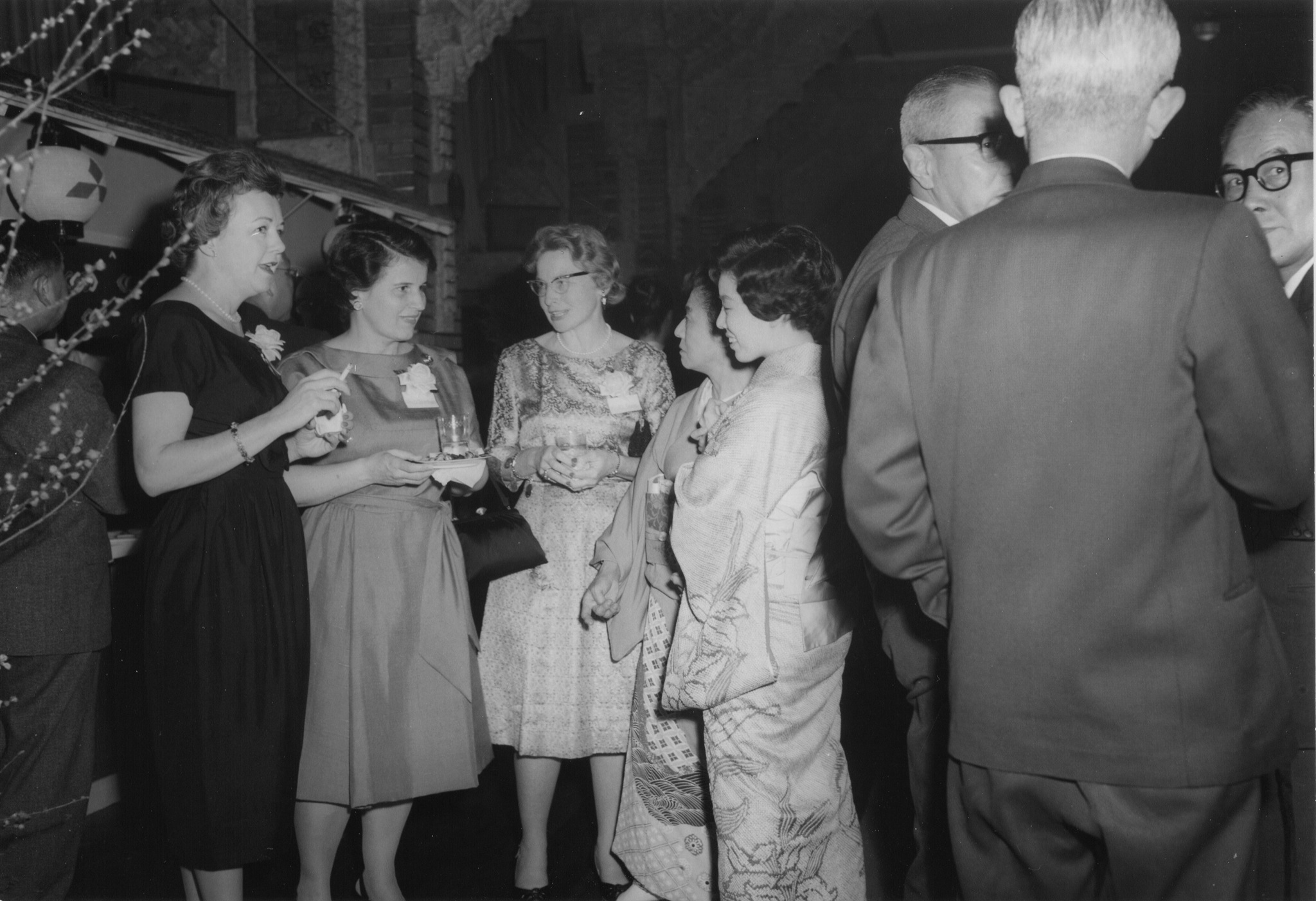
東京の帝国ホテルで行われたカクテルパーティー（1961年）
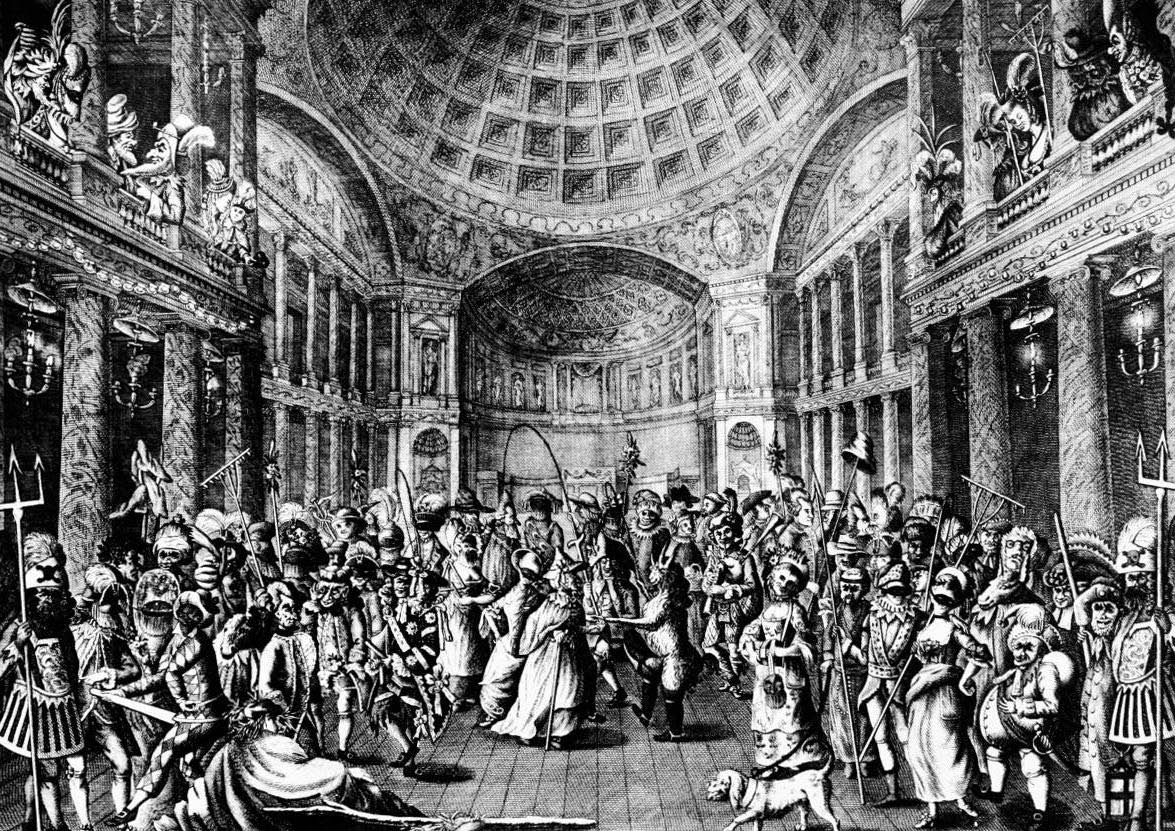
劇場での仮面舞踏会（ロンドン、18世紀後半）
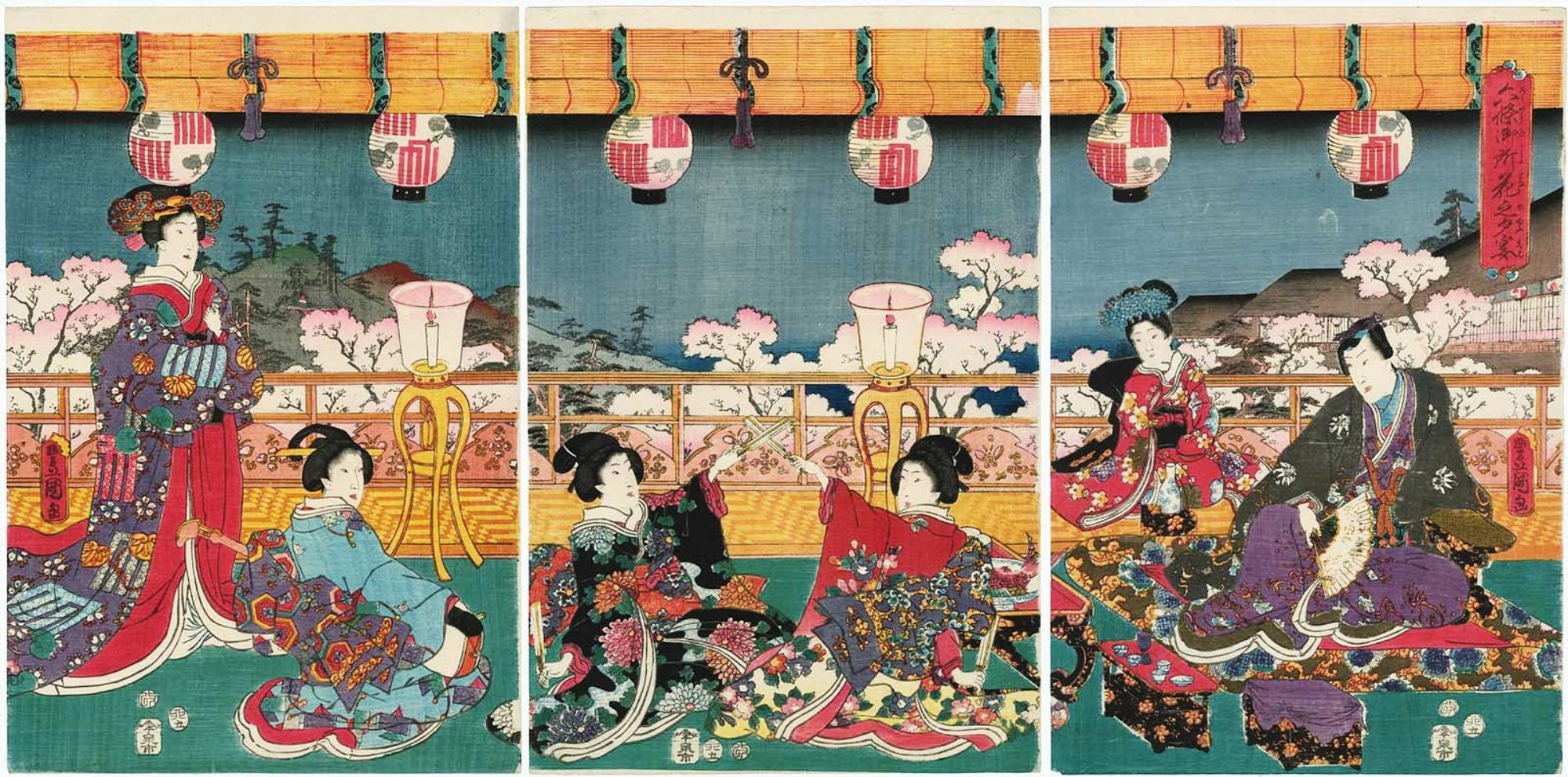
歌川国貞画『六条御所花之夕宴』1855年